# Brachythecium dahuricum
Brachythecium dahuricum là một loài rêu trong họ Brachytheciaceae. Loài này được Ignatov mô tả khoa học đầu tiên năm 2010.